# Contra (álbum)
Contra é o segundo álbum de estúdio do grupo Vampire Weekend, lançado em 11 de Janeiro de 2010 pela XL Recordings..
| Críticas profissionais                                                      | Críticas profissionais |
| Avaliações da crítica                                                       | Avaliações da crítica  |
| Fonte                                                                       | Avaliação              |
| --------------------------------------------------------------------------- | ---------------------- |
| allmusic                                                                    | [ 2 ]                  |
| Esta tabela precisa de ser acompanhada por texto em prosa. Consulte o guia. |                        |

## Faixas
| N.º | Título                | Duração |  |
| 1.  | "Horchata"            | 3:26    |  |
| 2.  | "White Sky"           | 2:58    |  |
| 3.  | "Holiday"             | 2:18    |  |
| 4.  | "California English"  | 2:30    |  |
| 5.  | "Taxi Cab"            | 3:55    |  |
| 6.  | "Run"                 | 3:52    |  |
| 7.  | "Cousins"             | 2:25    |  |
| 8.  | "Giving Up The Gun"   | 4:46    |  |
| 9.  | "Diplomat's Son"      | 6:01    |  |
| 10. | "I Think Ur a Contra" | 4:29    |  |

| N.º | Título                                                                        | Duração |  |
| 11. | "Giant"                                                                       | 2:50    |  |
| 12. | "California English, Pt. 2 (Apenas para pré-venda; é um b-side de "Cousins")" | 2:57    |  |

| N.º | Título                                  | Duração |  |
| 1.  | "Contramelt A"                          | 6:11    |  |
| 2.  | "Contramelt B"                          | 4:36    |  |
| 3.  | "Cousinz (Toy Selectah Mex-More Remix)" | 3:20    |  |